# Радован (Иванец)
Радован је насељено место у Републици Хрватској у Вараждинској жупанији. Административно је у саставу града Иванца. Налази се 11 км југозападно од центра жупаније Вараждина, а 10 км источно од Иванца.

## Становништво
На попису становништва 2011. године, Радован је имао 372 становника.
Према попису становништва из 2001. године у насељу Радован живело је 385 становника. који су живели у 85 породичних домаћинстава
Кретање броја становника по пописима 1857—2001.
| година пописа  | 1857. | 1869. | 1880. | 1890. | 1900. | 1910. | 1921. | 1931. | 1948. | 1953. | 1961. | 1971. | 1981. | 1991. | 2001. |
| бр. становника | 142   | 166   | 176   | 205   | 248   | 249   | 260   | 290   | 361   | 378   | 359   | 347   | 339   | 363   | 385   |

## Попис1991.
На попису становништва 1991. године, насељено место Радован је имало 363 становника, следећег националног састава:
| Попис 1991.‍ | Попис 1991.‍ | Попис 1991.‍ | Попис 1991.‍ | Попис 1991.‍ |
| ----------- | ----------- | ----------- | ----------- | ----------- |
|             |             |             |             |             |
| Хрвати      | Хрвати      |             | 361         | 99,44%      |
| Словенци    | Словенци    |             | 2           | 0,55%       |
| укупно: 363 |             |             |             |             |